# Goldeus maroccanus
Goldeus maroccanus är en insektsart som beskrevs av Adolf Remane och Asche 1980. Goldeus maroccanus ingår i släktet Goldeus och familjen dvärgstritar. Inga underarter finns listade i Catalogue of Life.